# Bir al-Basha
Bir al-Basha, en arabe : بئر الباشا, est un village du gouvernorat de Jénine en Palestine, dans le nord de la Cisjordanie. Il est situé à 15 kilomètres au sud-ouest de Jénine. Selon le recensement du Bureau central palestinien des statistiques, la localité compte une population de 1 725 habitants en 2017.